# Triboltingen
Triboltingen är en ort i kommunen Ermatingen i kantonen Thurgau i Schweiz. Den ligger vid Bodensjön, cirka 5 kilometer nordväst om Kreuzlingen. Orten har 470 invånare (2021).
Orten var före den 1 juni 1975 en egen kommun, men inkorporerades då in i kommunen Ermatingen.